# Praška filharmonija
Praška filharmonija (češ. Pražská komorní filharmonie, pokrata PKF) je simfonijski orkestar iz glavnog grada Češke, Praga. Orkestar svoje koncerte održava na nekoliko različitih lokacija u gradu, uključujući i "dvoranu Dvořák" glazbene galerije Rudolfinum, crkvu sv. Šimuna i Jude, u kazalištu Švanda i salonu filharmonije. Orkestar je pod pokroviteljstvom Češke vlade, ministarstva kulture i samog grada Praga. U glazbenoj sezoni 2015./2016. orkestar ima 52 zaposlena glazbenika. 
Orkestar je osnovao Jiří Bělohlávek 1993. godine, nakon isteka ugovora o umjetničkom vodstvu Češke filharmonije. Češko ministartvo obrane ponudilo mu je novčana sredstva za zapošljavanje 40-ero mladih glazbenika i osnivanje vlastitog orkestra, kako bi se rasteretio Praški simfonijski orkestar. Tako je Bělohlávek odlučio osnovati novi orkestar, no bez dobivenih poticaja, napravivši audiciju za zapošljavanje u prkestru. Zbog toga je već sljedeće godine orkestar izgubio potporu ministarstva, a Bělohlávek je orkestar morao uzdržavati vlastitim sredstvima i zaradom od prodanih ulaznica za koncerte.
Svoj prvi javni nastup orkestar je održao početkom 1994. godine. Bělohlávek je, kao osnivač orkestra, na mjestu dirigenta i umjetničkog voditelja ravnao orkestrom sve do 2005. godine, a najupamćeniji je ostao po vođenju koncerta na natjecanje The Proms u srpnju 2004. Unatoč odlasku, od 2005. Jiří Bělohlávek nosi titulu počasnog dirigenta orkestra.
Švicarski dirigent Kaspar Zehnder postaje drugi umjetnički voditelj orkestra, i na tom mjestu je dirigirao pune tri godine, do kraja sezone 2007./2008., kada ga nasljeđuje domaći dirigent Jakub Hrůša. Njega je u ožujku 2008. orkestar izabrao za trećeg umjetničkog voditelja (šefa dirigenta) orkestra. Hrůša je orkestar vodio punih sedam godina, sve do završetka akademske godine 2014./2015. Početkom nove akademske godine, u listopadu 2015. orkestar je kao šefa dirigenta izabrao Francuza Emmanuela Villaumea, koji je ugovor o vođenju orkestra potpisao na tri godine.
Orkestar svoje nastupe snima s glazbenim izdavačima Supraphonom, Deutsche Grammophonom, EMI-jem (točnije, podružnicom EMI Classics) i Harmonijom Mundi.

## Umjetnički voditelji (šefovi dirigenti)
- Jiří Bělohlávek (1994. – 2005.)
- Kaspar Zehnder (2005. – 2008.)
- Jakub Hrůša (2008. – 2015.)
- Emmanuel Villaume (2015. - u službi)

## Vanjske poveznice
- (češ.) (engl.) Praška filharmonija - službena stranica  Arhivirana inačica izvorne stranice od 7. ožujka 2014. (Wayback Machine)